# Letov
Letov byl český (dříve československý) výrobce letadel v Letňanech. Po několika změnách ve vlastnických poměrech a názvech společnosti existuje od 1. července 2000 společnost, která je součástí francouzského koncernu Latécoère a v současnosti je do obchodního rejstříku zapsána jako Latecoere Czech Republic s.r.o.

## Historie

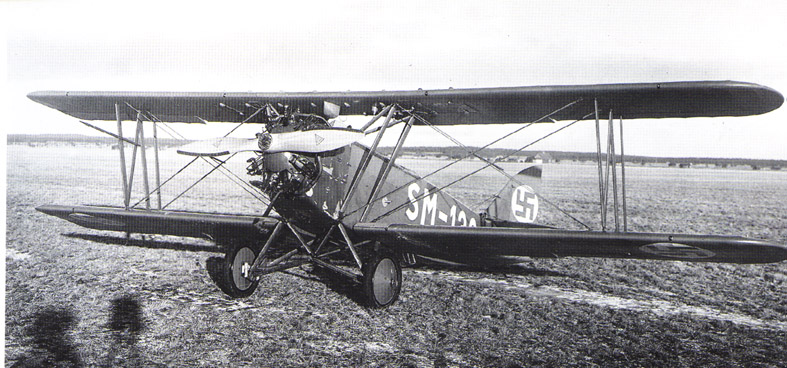
Letov Š-218 dodávaný do Finska

Společnost pod názvem Továrna na letadla, založilo Ministerstvo obrany v roce 1918 pod názvem Letecký arsenál. Měla se věnovat výrobě nových letadel a částečně opravám a úpravám trofejních strojů z první světové války. V roce 1921 firma představila první letoun Letov Š-1 zkonstruovaný Aloisem Šmolíkem (původně pojmenovaný Šmolík Š.A. podle "autorů" Šmolíka a Adamce). V leteckém arsenálu byl ředitelem kpt. Klement Adamec, konstruktérem Alois Šmolík a vedoucím provozu František Barvitius. Typ Š-1 byl prvním sériově vyráběným československým strojem, který navíc obstál i v mezinárodní konkurenci.
Ve firmě se také vyráběly v licenci letouny Hansa-Brandenburg B.I série 76, které nesly označení Letov Š-10. Továrna vyráběla letadla převážně pro československou armádu. Mezi ně patří zejména průzkumný letoun Š-1, jednoplošník Š-3, který předběhl svou dobu a také bombardér Š-16.
Prvním exportním typem byl průzkumník Letov Š-28, jehož varianta Š-328 byla používána ve druhé světové válce německou Luftwaffe. Stroji pro civilní letectví byly Š-19 a Š-32. Celkově Šmolík zkonstruoval 36 typů letadel, z toho 18 se sériově vyrábělo. Posledním byl Š-50 představený v roce 1937, který se ale do výroby už nedostal. Šmolík jako hlavní konstruktér zůstal v Letovu až do jeho převzetí nacisty v roce 1939. Během války továrna fungovala jako opravna letadel německé Luftwaffe pod koncernem Junkers (opravovala se tu mimo jiné i letadla Messerschmitt Bf 109).

## Po znárodnění
Po válce byl změněn název na Rudý Letov (na začátku padesátých let 20. století krátce dokonce na Letecké závody Rudolfa Slánského) a znovu se začalo s výrobou. V letech 1946–1951 zde byl kompletován automobil Aero Minor. Motor a podvozek byly vyráběny v bývalé továrně Walter. Výroba karoserie a kompletace vozu byly prováděny v továrně Letov. Celkem bylo vyrobeno 14 187 vozů.

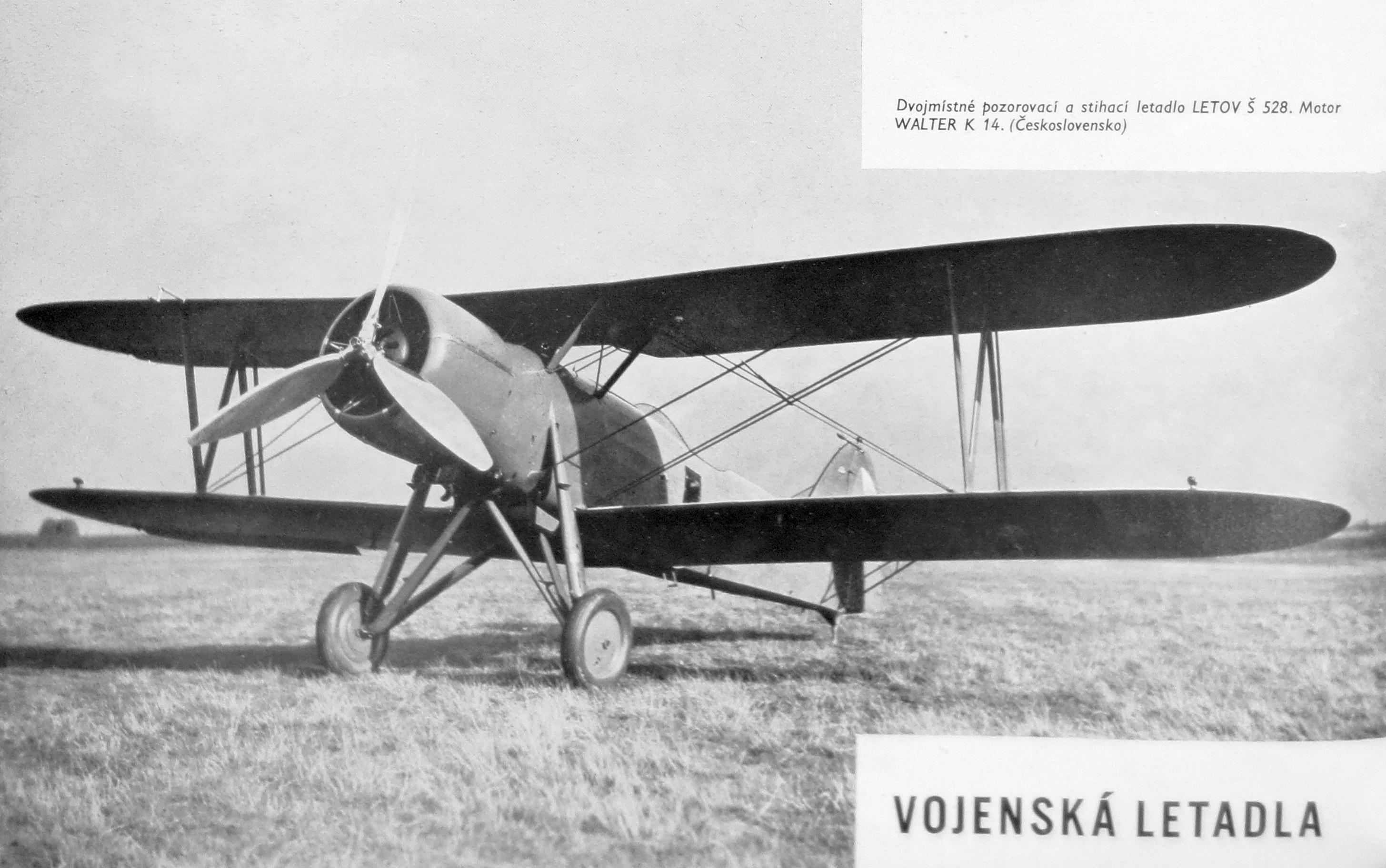
Vojenský dvouplošný letoun Letov Š-528 s motorem Walter Mistral K 14

Prvním typem na přelomu let 1946 a 1947 byl civilní Letov L 290 Orel postavený na bázi stroje (i s použitím některých dílů) Junkers Ju 290. Z koncepce Heinkelu He 219 vycházel typ LB-79 a z typu Arado Ar 96 letovácký C2-A/B. Továrna se také zabývala výrobou kluzáků; prvním byl na svou dobu pokrokový Letov LF-107 Luňák.

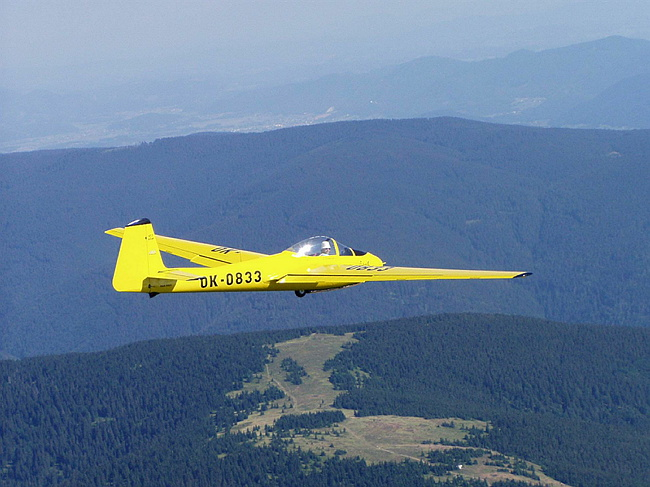
Letov LF-107 Luňák

V souladu s mezinárodním vývojem a vztahy mezi ČSR a Sovětským svazem, se v Letňanech v licenci vyráběly součásti (křídla a zadní části trupu) sovětských letadel MiG-15. Později byl produkován stejný druh dílů i pro MiG-19 i MiG-21. Byly vyvinuty i moderní typy kluzáků – Letov 21 a 22, vyráběné v menších sériích. V roce 1967 v rámci reorganizace byly všechny letecké továrny v Československu spojeny do jediného koncernu s generálním ředitelstvím v Letňanech. Po této změně Letov ve spolupráci s továrnou Aero vyvíjel a vyráběl součásti i celé cvičné letouny L-29 Delfín a později i L-39 Albatros.

## Současnost
Po pádu komunistického režimu a počátečních problémech s uplatněním na mezinárodních trzích se situace zklidnila a firma dodávala součásti pro velké výrobce civilních letadel – například Airbus. V této době byly v některých provozech vyráběny i například solární panely, prodejní přívěsy a mobilní stánky pro prodej občerstvení. Zároveň společnost pracovala na sportovním letounu Letov L-11, který poprvé vzlétl v květnu 1997.
V roce 1997 proběhla ve společnosti zásadní restrukturalizace. 23. října 1997 převzala firma Aero Vodochody většinu dosavadní společnosti i s 227 zaměstnanci a z této divize vznikla Letov Letecká výroba a. s.. Od 1. července 2000 byla společnost součástí francouzského koncernu Latécoère pod názvem Letov Letecká výroba, groupe Latecoere s.r.o.. Jejím výrobním zaměřením jsou nadále dodávky součásti mj. pro letadla Airbus. Od 1. ledna 2014 se název společnosti změnil na Latecoere Czech Republic s.r.o.